# Acura TSX
L'Acura TSX és un cotxe tipus entry-level luxury car fabricat per Honda i venut sota la marca d'Acura a partir de l'abril del 2003 al mercat de Nord-amèrica per competir amb les propostes de Saab 9-3, Lexus IS o BMW Sèrie 3.
Tots els TSX es fabriquen a la planta de Sayama, Japó.

## Introducció

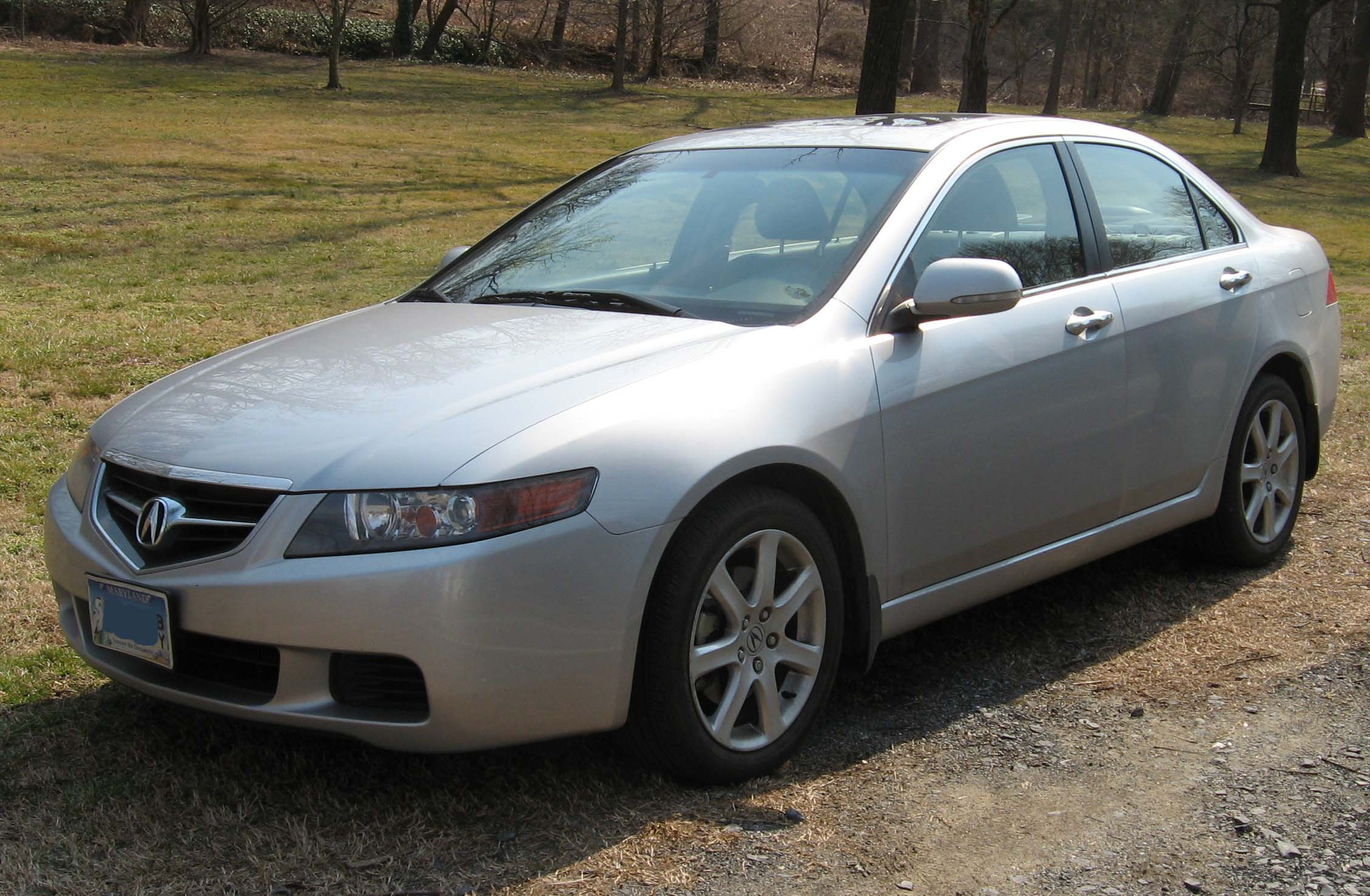
Accura TSX del 2004-2005

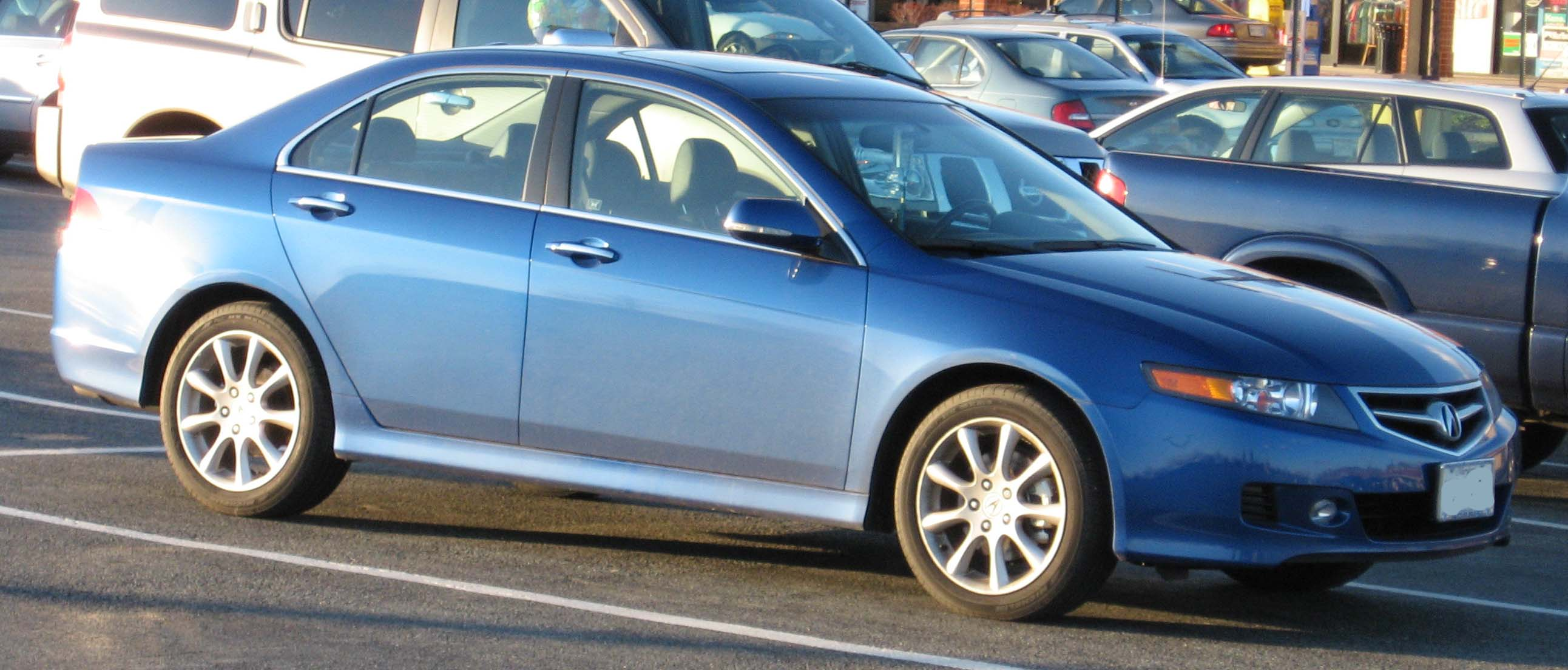
Accura TSX del 2007

Venut a Nord-amèrica sota la marca d'Acura, omple l'espai que aquesta marca havia deixat vacant des del 2001 quan va desaparèixer l'Honda Integra sedan.
Mides del TSX:
Batalla (Wheelbase): 2,670 m (105.1 in)
Llargada (Length): 4,660 m (183.5 in)
Amplada (Width): 1,762 m (69.4 in)
Alçada (Height): 1,456 m (57.3 in)
Capacitat del dipòsit: 64,7 l (17.1 galons EUA)
El TSX no és més que l'Honda Accord amb el paquet "Type-S" venut a Europa, Japó i Austràlia des del 2003, l'únic que en el TSX rep petits canvis estètics en l'interior (en l'actualitat, només canvia el segell de la marca, car són idèntics) i una configuració de suspensió diferent.
L'equipament del TSX inclou llantes de 17", fars HID, seient de conductor i passatger davanter calefactable i ajustable elèctricament (amb memòria pel conductor), entapissat de pell, sostre solar, climatizador bi-zona, ABS i ESC, airbag frontals i laterals de cortina per als passatgers de davant i darrere, quedant com a única opció l'equip de navegació. L'any següent, afegeix un equip de Radio XM de 360W i 8 altaveus i carregador de CD, retrovisors exteriors calefactables o controls de l'equip d'audio i control de velocitat integrats al volant.
Mecànicament el TSX equipa el motor 2.4L (2354 cc) K24A2, que equipa l'Honda Accord de 7a generació, però amb 200 cv, que posteriorment seran 205 cv @ 7000 rpm (a partir del 2006). En transmissions, pot elegir-se una manual de 6 velocitats o una automàtica de 5 velocitats amb "SportShift".
L'any 2006 el TSX va rebre un restyling en què va consistir en un nou aspecte frontal, d'aspecte més esportiu, llums anti-boira de sèrie i un nou disseny de llantes, així com un mans lliure "HandsFreeLink" que funciona per Bluetooth.

## Seguretat
L'IIHS atorga a l'Acura TSX del 2005-2007 la qualificació de "good" en les proves de xoc frontal, i de "average" en les proves de xoc lateral.
La NHTSA atorga a l'Acura TSX del 2006 5 estrelles en el test de xoc frontal per al passatger i copilot, i de 5 estrelles en el test de xoc lateral per al conductor i copilot i 4 estrelles per als passatgers posteriors.

## Premis i reconeixements
- El millor cotxe amb valor de revenda en la seva categoria "best resale value in the Sedan category", d'acord amb l'article "Best Resale Value Cars" del 29 de novembre del 2006 de la CNN.[5]
- L'Acura TSX va ser en la llista dels 10 millors, Ten Best list de la revista Car and Driver' els anys 2004-2006.
- SmartMoney.com l'atorga el premi "Top-Value Car" de l'any 2004 en la categoria de "Sedan under $35,000".